# Bones Hillman
Pour les articles homonymes, voir Stevens et Hillman (homonymie).
Bones Hillman, né Wayne Stevens le 7 mai 1958 à Auckland et mort le 7 novembre 2020 à Milwaukee, est un bassiste néo-zélandais. Il fut le troisième bassiste du groupe australien Midnight Oil, succédant à Peter Gifford, de 1987 à 2002 puis de 2016 à 2020. Avant de connaître une certaine notoriété avec les « Oils », il a joué dans plusieurs groupes en Nouvelle-Zélande et en Australie, notamment The Swingers (en).
Pendant la séparation du groupe Midnight Oil, entre 2002 et 2016, il a joué avec plusieurs artistes comme les frères Finn (Neil Finn et Liam Finn) et Elizabeth Cook (en). En 2007, il part s'installer à Nashville aux États-Unis, où il se produit dans différents groupes.
Il meurt le 7 novembre 2020 des suites d'un cancer.